# Стабилизированная древесина

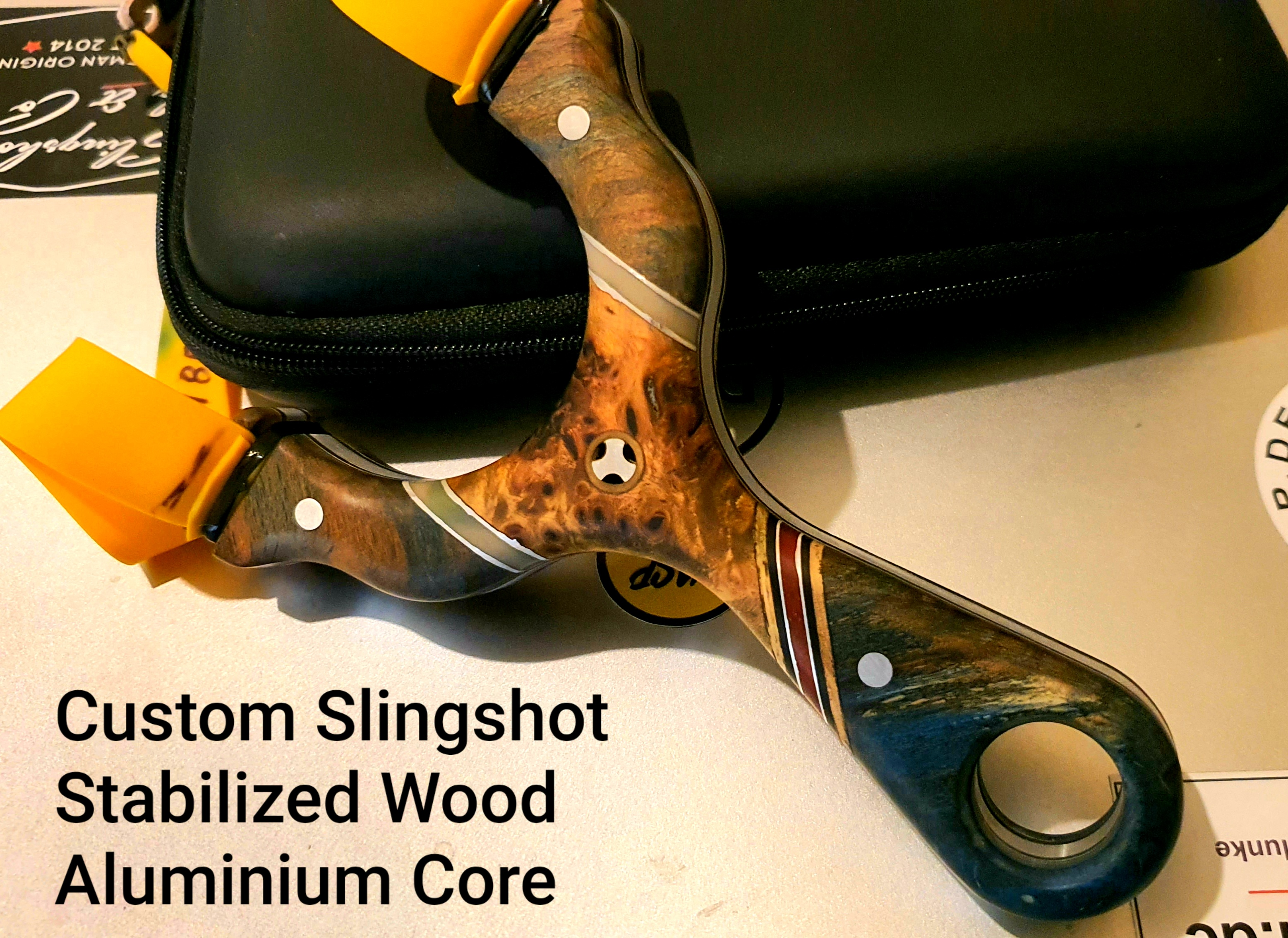
Рукоять рогатки, выполненная из стабилизированной древесины

Стабилизированная древесина, или полимеризированная древесина, или стабилизированное дерево — древесина, прошедшая серию технологических процессов по пропитке определёнными мономерами, акрилами, фенолами или другими смолами для повышения её сопротивляемости деформации, улучшения стойкости к биологическим угрозам, твёрдости и других свойств материала.
При воздействии влаги в результате поглощения её из воздуха или прямого погружения, большинство пород древесины разбухают и деформируются. Когда влага вступает в контакт с древесиной, молекулы воды проникают через клеточную стенку и связываются с ей компонентами посредством водородных связей. При добавлении воды к клеточной стенке объем древесины увеличивается почти пропорционально объему добавленной воды. Набухание будет происходить до тех пор, пока не будет достигнута точка насыщения волокна жидкостью. Стабилизация древесины приводит к заполнению пустот микроструктуры древесины полимером, что препятствует впитыванию воды, тем самым ограничивая возможность к изменению размеров материала, возникающую под воздействием влаги.
Стабилизация древесины — одна из форм её консервации, используемой для изменения свойств определённых пород в соответствии с их предполагаемым использованием. Часто стабилизированное дерево используют для изготовления декоративно-прикладных изделий (например, рукоятей инструментов) или украшений. Один из наиболее часто используемых методов стабилизации — применение термоотверждаемого эфира метилметакрилата (MMA).

## Свойства
Свойства стабилизированной древесины зависят от конкретной породы и типа используемого процесса стабилизации, однако в случае с хвойными и мягкими лиственными породами древесины улучшение прочности, твёрдости и долговечности может быть значительным. Например, плотность образцов тополя, обработанных MMA, увеличилась в 2,2–2,6 раза, а твёрдость — примерно в два раза.